# Laurita Vaz
Laurita Hilário Vaz (Anicuns, 21 de octubre de 1948) es una jurista brasileña, actual ministra y presidente del Tribunal Superior de Justicia (STJ). Ella es la primera mujer a presidir el Tribunal.

## Carrera
Laurita Vaz se formó en Derecho en 1976 por la Pontificia Universidad Católica de Goiás. Se especializó en Derecho Penal y en Derecho Agrario en la misma institución.
Fue fiscal de Justicia del Ministerio Público del Estado de Goiás entre 1978 y 1984, cuando ingresó en el Ministerio Público Federal como procuradora de la República. Fue promovida a procuradora regional en 1997 y a subprocuradora-general de la República en 2000. Fue miembro del Consejo Penitenciario del Distrito Federal entre 1986 y 1998, presidiéndolo de 1995 a 1997.
En 2001, fue nombrada ministra del Tribunal Superior de Justicia, en vacante destinada a miembro del Ministerio Público Federal. Compuso el Tribunal Superior Electoral desde 2011 a 2014.
De creencia católica ortodoxa, generó repercusión en la prensa en 2004 al proferir una medida cautelar a la solicitud de un padre para que impedir una interrupción de embarazo de un ceto anencéfalo, que murió inmediatamente después del parto.
Fue profesora del Instituto de Educación Superior de Brasilia (IESB) y del Centro Universitario de Brasilia (UniCEUB), donde ha enseñado Derecho Procesal Penal.